# 宮城夏実
宮城 夏実（みやぎ なつみ、1992年9月9日 - ）は、北海道出身の女性ファッションモデル。
デビューしてから先駆舎に所属していたが、先駆舎とディスカバリー・エンターテインメントとの提携により同社に所属することとなった。

## 略歴
2005年8月からローティーン向けファッション雑誌「ニコラ」（新潮社）の専属モデル（ニコモ）として活動していたが、2009年5月号で卒業。
2007年に映画「ライラの冒険/黄金の羅針盤」のギャオーディション『ライラの冒険 黄金の羅針盤ファンタジー・ヒロイン・オーディション』を受けたが、二次審査で落選した。

## 人物
- 3兄妹の長女（弟と妹がいる[1]）。
- 好きなファッションはサーフ系で、特にROXYやBLUE MOON BLUEが好き。
- 2005年の嬉しかったことはニコモになった事。
- 将来の夢は、女優。
- ニコモ仲間だった山越小妃江は、同じ学校の後輩[2]。

## 出演

### 雑誌
- melon（祥伝社、 - 2005年6月号。現在は、休刊）専属モデル
- nicola（新潮社、2005年9月号 - 2009年5月号）専属モデル

### イメージキャラクター
- シュガーバニーズ（サンリオ）

### PV
- シャカビーチ〜Laka Laka La〜（UVERworld）